# Marcelo Ramírez
Marcelo Antonio Ramírez Gormaz (ur. 29 maja 1965 w Santiago) – chilijski piłkarz grający na pozycji bramkarza.

## Kariera klubowa
Ramírez urodził się w Santiago i tam też rozpoczął karierę piłkarską w klubie CSD Colo-Colo. W jego barwach zadebiutował w 1984 w lidze chilijskiej. W 1985 roku osiągnął swój pierwszy sukces, którym było zdobycie Pucharu Chile. Natomiast w 1986 roku po raz pierwszy w karierze został mistrzem kraju. W 1988 roku znów zdobył puchar, a w 1989 sięgnął po dublet. W 1990 roku przeszedł do Deportes Naval, ale spędził tam tylko rok. W 1991 roku znów był bramkarzem CSD Colo-Colo. Wygrał Copa Libertadores (0:0, 3:0 z paragwajską Olimpią Asunción), a także Copa Interamericana. Został też mistrzem kraju. Kolejne tytuły mistrzowskie zdobywał w latach 1993, 1996, 1997 (Clausura) i 1998. Natomiast w 1994 i 1996 zdobywał Copa Chile. Karierę piłkarską zakończył w 2001 roku.

## Kariera reprezentacyjna
W reprezentacji Chile Ramírez zadebiutował w 1993 roku. W 1995 roku był członkiem kadry na Copa América 1995, a w 1999 roku na Copa América 1999. W 1998 roku został powołany przez Nelsona Acostę do kadry na Mistrzostwa Świata we Francji, jednak nie zagrał w żadnym ze spotkań i był rezerwowym dla Nelsona Tapii. Ostatni mecz w reprezentacji rozegrał w 2001 roku. W kadrze narodowej zagrał 36 razy.